# منصور روحانی
مهندس منصور روحانی قزوینی (زادهٔ ۱۳۰۰ در تهران - درگذشتهٔ ۲۲ فروردین ۱۳۵۸ در تهران)، سیاستمدار و مسئول ارشد در دولت‌های پیش از انقلاب ۱۳۵۷ بود. وی از سال ۱۳۴۲ تا ۱۳۵۶ (به‌مدت ۱۴ سال) هدایت دو وزارت‌خانهٔ آب و برق و کشاورزی و منابع طبیعی را بر عهده داشت. منصور روحانی را به‌عنوان پایه‌گذار شبکهٔ سراسری برق ایران می‌شناسند. وی یکی از کسانی بود که پس از انقلاب ۱۳۵۷ به حکم صادق خلخالی اعدام شد.

## زندگینامه
منصور روحانی، در سال ۱۳۰۰ در یک خانوادی بهایی به دنیا امد. خانواده او اهل ملایر بودند. به گفته خود او، اجداد پدری اش از روحانیون مقیم قفقاز بودند که پس از عقد قرارداد ترکمانچای به آذربایجان و سپس به قزوین و تهران مهاجرت کردند. بر اساس اسناد ساواک، او تنها به خاطر نسبت خانوادگی به بهائیت نسبت داشته است. با این حال در گزارش های بعدی ساواک تاکید شده است که او به آئیین بهائیت روی آورده است.
منصور روحانی تحصیلات خود را در مدرسه «انتصاریه» تهران آغاز کرد. در سال 1313 وارد دبیرستان دارالفنون شد و در سال 1319 دیپلم گرفت. با ورود به دانشگاه تهران در دانشکده فنی به تحصیل در رشته مهندسی راه و ساختمان ادامه داد و در سال 1321 به عنوان نقشه‌کش در بنگاه راه‌آهن دولتی ایران وابسته به وزارت راه استخدام شد.
منصور روحانی پیش از تصدی وزارت آب و برق در کابینه حسنعلی منصور به چنان موقعیتی در ساختار قدرت در رژیم پهلوی رسیده بود که مدیر «مؤسسه اکو» در تهران که زندگینامه رجال ایران را به اهداف خاص تهیه می‌کرد از وی خواست تا زندگینامه خود را برای این مؤسسه ارسال کند. وی در چهارم آبان 1340 نشان درجه 3 همایون را نیز دریافت کرد.

### بازداشت در سلطنت پهلوی
او در سال‌های پایانی حکومت پهلوی، و در پی بازداشت‌های سریالی مسئولان بلندپایه حکومتی به فرمان شاه، به اتهام‌هایی چون ارتباط با بهائیت و فسادهای اداری، بازداشت شد. او در دوران حبس، سعی کرد تا از اتهاماتی چون بهائیت، تبری بجوید. او در زندان بود که سلطنت پهلوی ساقط شد و جمهوری اسلامی به سر کار آمد. از عناوین اتهامی او، زدوبندهای مالی، عقد قرارداد با شرکت‌های خارجی غیرلازم و فساد اداری عنوان شده بود تا جایی که از او در روزنامه‌های آن دوره با عنوان «روحانی، نابود‌کننده‌ی کشاورزی و جنگل ایران» یاد می‌شد.‌ بر اساس اسناد منتشر شده، او به موجب بند ۵ حکومت نظامی در شهریور ۱۳۵۷ دستگیر شد و عنوان اصلی اتهامی او، سوء استفاده از وزارت بود.

### اعدام در حکومت جمهوری اسلامی
پس از انقلاب ۱۳۵۷، او که در زندان بود، مورد محاکمه قرار گرفت و به اعدام محکوم شد. وی در تاریخ ۲۲ فروردین ۱۳۵۸ به همراه جمعی دیگر از سران سلطنت پهلوی، اعدام شد.‌ عنوان اتهامی او برای اعدام از سوی رسانه‌های جمهوری اسلامی، افساد فی الارض به واسطه خرابکاری در دوران تصدی وزارت عنوان شد. گفته شده است که او را تیرباران کرده‌اند.